# Серена Б'янкі
Серена Б'янкі (італ. Serena Bianchi; нар. 15 червня 1974) — італійська синхронна плавчиня.
Учасниця Олімпійських Ігор 1996, 2000 років.